# 南昌兵备道
南昌兵备道，《明史》称为南瑞道，是明朝江西下设的一个整饬兵备道，清初裁撤，驻宁州（今修水县）。南昌兵备道由南昌分巡道加兵备职能而来，因此也称分巡南昌兵备道。

## 沿革
弘治十六年（1499年），江西巡抚韩邦问奏称瑞州府“人性顽梗，俗尙劫掠”，建议给南昌分巡道加兵备职能、驻节瑞州，并带管湖广长沙浏阳、醴陵等县。巡视都御史林俊赞同此提议，但兵部认为带管湖广浏阳等县军务“事体紊乱”，不同意跨省联防，最终明孝宗同意了韩邦问的提议，要求“分廵兵備官員必選有風力者委任，不許循資誤事”。南昌分巡道加兵备职能后，往来巡历，在瑞州府建有兵备衙署，实际驻扎省城南昌。以南昌分巡道兼理兵备，成为南昌兵备道的前身。南昌地区社会治安宁谧，设置兵备道并非急要，除宁王之乱外，其余均为小规模变乱，因此初创兵备道时，以分巡道兼理，并未给予专衔，直到万历年间才有所变革。
万历初年，江西卢源洞流寇罗朝广势大，常率众百余人至宁州，分巡南昌道兼兵备佥事王徽猷率兵从南昌奔驰宁州，疲于奔命，贼寇又化整为零，难能剿灭。万历二年（1574年），江西巡抚令南昌兵备改驻宁州，万历三年（1575年），宁州知州陈以忠在州治以西辟地修建分巡南昌道署，有正厅经略堂、后厅退思堂、左右公廨书轩、吏书房，前设将台二座，将台前有揆文坊、奋武坊。万历五年，因宁州与湖广接壤，两省居民争讼连年不断，江西遂与湖广商议，让南昌兵备道兼制兴国、通城、崇阳、浏阳、咸宁、平江等县。自此，南昌兵备道成为常制。日本学者小川尙认为南昌兵备驻地后改回南昌新建，但没有说明出处，史籍亦不见相关记载。
顺治二年（1645年），南昌兵备道署被李自成军队焚毁，顺治四年（1647年）道台王继祖租民宅为衙署。康熙六年（1667年）七月，裁撤分巡南昌兵备道。

## 职能
南昌兵备道向江西巡抚负责，整饬南昌兵备，专饬南昌、瑞州二府戎事，训练营乡兵等，兼制湖广兴国、通城、崇阳、浏阳、咸宁、平江等六州县，扼险捕盗。

## 道台
南昌兵备道移驻宁州后，历任道台如下：
- 周思敬，万历初任
- 吴显，漳浦人，进士，万历十一年（1583年）至万历十四年（1586年）
- 沈瓒，吴江人，进士，万历中任（约1592年至1594年）
- 史旌贤，云南人，万历二十四年（1596年）至万历二十六年（1598年）
- 延论，晋安人，万历二十六年（1598年）任
- 庄组诰，又作庄祖诰，成都人，进士，天启末任
- 邢大忠，山阴人，进士，崇祯九年（1636年）至崇祯十二年（1639年）
- 金之俊，吴江人，进士，崇祯十四年（1641年）任
- 王继祖，顺治四年（1647年）任
- 周之恒，临清人，举人，顺治五年（1648年）任
- 迟日震，广宁卫人，贡生，顺治八年（1651年）任
- 安世鼎，广宁卫人，贡生，顺治十年（1653年）任
- 吴正治，江夏人，进士，顺治十五年（1658年）任
- 张云龙，辽阳人，贡士，顺治十六年（1659年）任
- 姜图南，大兴人，进士，顺治十七年（1660年）任
- 宋之绳，溧阳人，进士，顺治十八年（1661年）任
- 周体观，遵化人，进士，康熙初任